# Aeropuerto de Kotlas
El Aeropuerto de Kotlas (en ruso: Аэропорт Котлас; ICAO: ULKK; IATA: KSZ), se encuentra a 3 km al sudoeste de Kotlas, en el óblast de Arjánguelsk, Rusia.
Se trata de un pequeño aeropuerto de clase III. Está limitado a aeronaves con un peso máximo al despegue de 21 toneladas.
El espacio aéreo está controlado desde el FIR de Arcángel-Talagi (ICAO: ULAA).
Desde el mes de julio de 2004 es propiedad de OAO "Aeroservice". Desde ese mismo momento pasó, en préstamo, a "Transavia-Garantia" que es quien opera el aeropuerto que, en 2007, empleaba a unas 100 personas.

## Pista
El aeropuerto de Kotlas dispone de una pista de asfalto en dirección 13/31 de 1.450x35 m. (4.757x115 pies).
El pavimento es del tipo 14/F/D/X/T, lo que permite la operación de los aviones Antonov An-24, Antonov An-26, Antonov An-30, Yakovlev Yak-40 y clases menores y todo tipo de helicópteros.

## Compañías y destinos
| Nombre compañía       | Destinos |
| --------------------- | --- |
| Aeroflot-Nord         | Arjánguelsk-Talagi, San Petersburgo-Púlkovo, Múrmansk (vía Arjánguelsk-Talagi), Mezen (vía Arjánguelsk-Talagi), Moscú-Sheremétievo (vía Arjánguelsk-Talagi), Narian-Mar (vía Arjánguelsk-Talagi), Tromsø (Noruega) (vía Arjánguelsk-Talagi). |
| Transavia-Garantia    | Moscú-Domodédovo (chárter). |
| Air Management Group  | Moscú-Vnúkovo (vuelos chárter operados con aviones Pilatus PC-12 y Miasíshchev m-101T Gzhel). |
| Kotlasaeronavigatsiya | Transporte de mercancías. |
|                       | |

- Durante el verano, aviones An-2 y helicópteros Mi-8 se dedican a la vigilancia antiincendios.